# Українська бавовна. БПЛА «Vampire» (монета)
Украї́нська баво́вна. БПЛА «Vampíre» — пам'ятна монета номіналом 5 гривень, випущена Національним банком України, присвячена гексакоптеру «Vampire». Розроблений у 2022 році багатоцільовий дрон «Vampire» зарекомендував себе як високоефективний засіб точкового ураження, дистанційного мінування та гуманітарної допомоги. Його активно використовують провідні підрозділи сектору безпеки й оборони України, використавши в понад мільйоні операцій. Ця пам'ятна монета вшановує внесок українських інженерів, розробників військових та технологічних рішень, що змінюють хід сучасної війни, посилюючи обороноздатність держави.
Монету введено в обіг 7 липня 2025 року. Вона належить до серії «Збройні Сили України».

## Опис монети та характеристики
| Номінал грн | Метал      | Маса, г | Діаметр, мм | Якість виготовлення       | Гурт     | Тираж, штук |
| ----------- | ---------- | ------- | ----------- | ------------------------- | -------- | ----------- |
| 5           | нейзильбер | 16,54   | 35,0        | спеціальний анциркулейтед | рифлений | 50 000      |

### Аверс

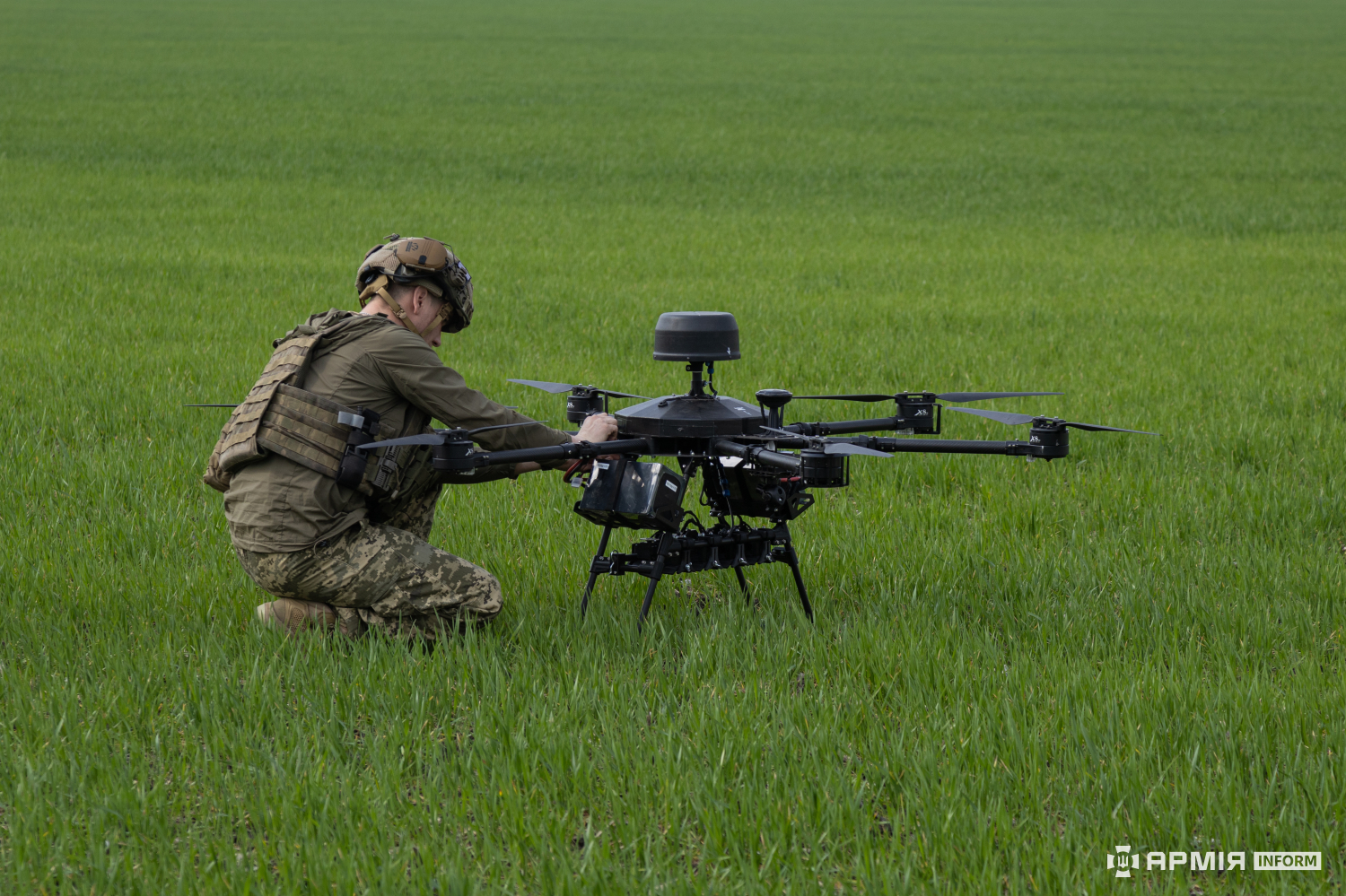
Підготовка до застосування БПЛА «Vampire»

На аверсі монети на матовому тлі зображено понівечену поверхню землі з характерними кратерами, які відображають сліди розривів вибухових пристроїв. У лівій частині композиції розміщено шанці, що підкреслюють оборонний характер спротиву. Праворуч зображено підбитий ворожий танк, що палає, символізуючи успішне знищення ворожої техніки. Над цією динамічною картиною поля бою в польоті завис силует дрона «Vampire». У центральній частині композиції розміщено малий Державний Герб України; нижче зазначено написи: «УКРАЇНА», номінал «5» та графічний знак гривні, а також рік карбування монети — «2025». Унизу по центру розміщено логотип Банкнотно-монетного двору Національного банку України.

### Реверс
На реверсі монети зображено гексакоптер «Vampire» у ключовий момент виконання бойового завдання — у польоті під час скидання боєприпасу. Фоном для центрального елемента слугує стилізована хмара, з якої викрешуються блискавки, що символізують міць, швидкість та невідворотність ударів, завдаваних цим безпілотником. У верхній частині монети — напис «VAMPIRE».

Весь тираж було випущено у сувенірних упаковках
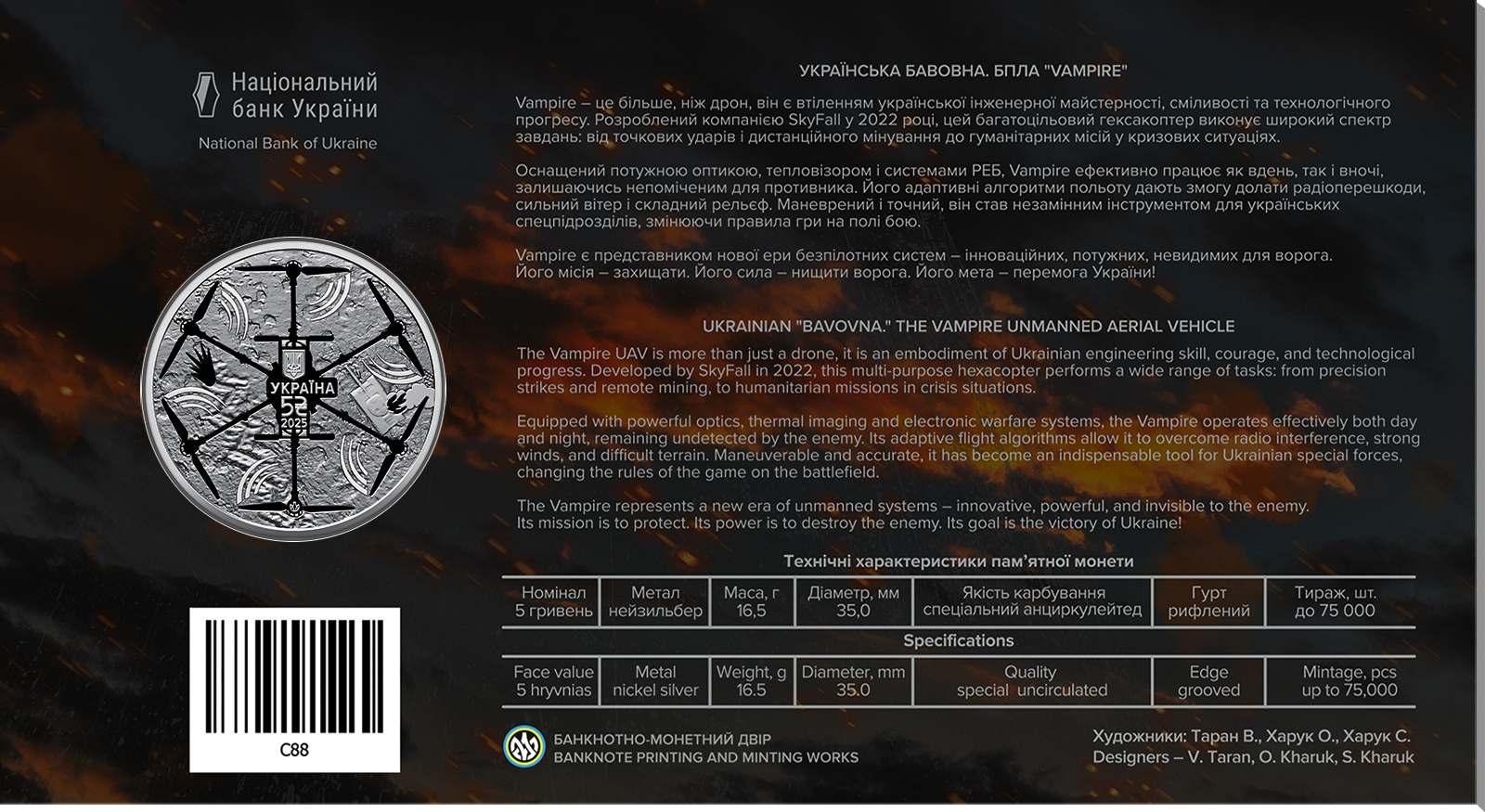
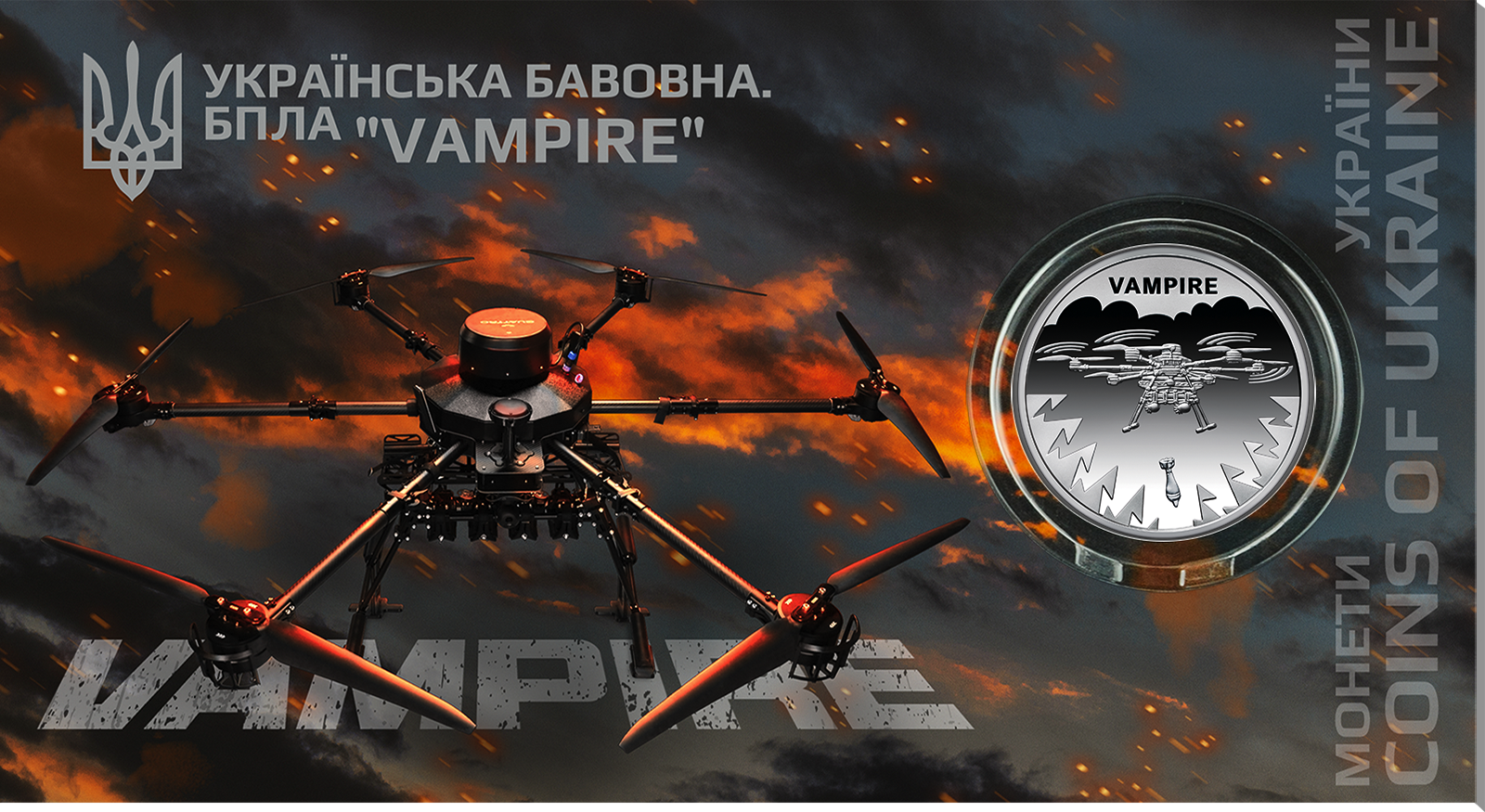

## Автори
- Художники: Таран Володимир, Харук Олександр, Харук Сергій.
- Скульптори — Дем'яненко Володимир.

## Вартість монети
Під час введення монети в обіг 2025 року, Національний банк України реалізовував монету за ціною 178 гривень. Продаж монети в інтернет-магазині НБУ відбувся 8 та 22 липня 2025 року.
Фактична приблизна вартість монети, з роками змінювалася так:
| Рік       | 2026 | 2027 | 2028 |
| --------- | ---- | ---- | ---- |
| Ціна, грн |      |      |      |